# جوليا بيتركين
جوليا بيتركين (بالإنجليزية: Julia Peterkin) ( 1880 – 1961 ) روائية أمريكية شهرت بقصصها عن الزنوج الذين تعطف عليهم كل العطف أشهر رواياتها «الأخت ماري الخطيرة» 1928 التي نالت جائزة بوليتزر 1929 .

## روابط خارجية
- جوليا بيتركين على موقع IMDb (الإنجليزية)
- جوليا بيتركين على موقع قاعدة بيانات برودواي على الإنترنت (الإنجليزية)